# 金色的海螺
《金色的海螺》是一部中国上海美术电影制片厂制作的剪纸动画片，改编自阮章竞所创作的童话诗，故事来源于中国民间海螺姑娘的传说。此片于1964年获得印度尼西亚第三届亚非电影节卢蒙巴奖。

## 剧情简介
海边居住着一个青年，一天他出海打鱼时捞到一个金色的海螺，青年把海螺带回了家，放入水缸。之后，青年出海的时候，海螺化作一位少女，帮助青年烧火做饭、缝补衣裳。那海螺原来是海中的仙女，因羡慕青年每天劳作的生活，决定陪在青年身边。二人结为了朋友，每天一同劳动、歌唱。
三年之后，海螺的母亲海神娘娘知道了海螺的踪迹，她以水淹人间为要挟，欲把拆海螺仙女与青年拆散。但青年的勇敢和真诚最终打动了海神娘娘，同意海螺仙女与青年生活在一起。